# Patriación
La patriación es el proceso político que condujo a la plena soberanía canadiense, que culminó con el Acta constitucional de 1982. El proceso era necesario porque, en virtud del Estatuto de Westminster de 1931, con el acuerdo de Canadá en ese momento, el Parlamento británico había conservado la facultad de modificar las Leyes Constitucionales de Canadá (Estatuto de Westminster sec. 7(1)), y para promulgar leyes más generales para Canadá a petición y con el consentimiento del Dominio (sec. 4). Dicha autoridad fue retirada del Reino Unido mediante la promulgación del Acta canadiense de 1982 el 29 de marzo de ese año, por el Parlamento del Reino Unido, tal y como solicitó el Parlamento de Canadá.
La patriación fue confirmada posteriormente por el Acta constitucional de 1982, que forma parte del Acta canadiense de 1982. El 17 de abril de 1982, Isabel II, en calidad de Reina de Canadá, el Primer Ministro Pierre Trudeau y el ministro de Justicia Jean Chrétien firmaron la proclamación de entrada en vigor del Acta constitucional de 1982 en la Colina del Parlamento, en Ottawa. Los poderes constitucionales del monarca sobre Canadá no se vieron afectados por la ley. Canadá tiene plena soberanía como país independiente; sin embargo, el papel del monarca del Reino Unido como monarca de Canadá es distinto de su papel como monarca del Reino Unido o como monarca de cualquiera de los otros reinos de la Commonwealth.
En el proceso de patriación se concedió a las provincias influencia en los asuntos constitucionales y dio lugar a que la constitución fuera enmendable únicamente por Canadá y según su fórmula de enmienda, sin que el Reino Unido desempeñara ningún papel. De ahí que la patriación se asocie al establecimiento de la plena soberanía. 

## Etimología
La palabra «patriation» (en español: patriación) se acuñó en Canadá como una forma posterior a «repatriation» (en español: repatriación) (regreso al país). Antes de 1982, el poder de enmendar la constitución canadiense lo tenía el Parlamento del Reino Unido (sujeto en algunos aspectos a la solicitud y el consentimiento de Canadá); de ahí que algunos hayan considerado que el término patriación era más adecuado que el de repatriación (devolver algo).